# Spiritbox
Spiritbox is een Canadese metalband, afkomstig uit Victoria, die in 2017 werd opgericht door zangeres Courtney LaPlante en gitarist Mike Stringer. LaPlante en Stringer zijn getrouwd en werkten voordien samen in Iwrestledabearonce. Nadat zij deze band verlieten begonnen ze samen muziek op te nemen, soms met behulp van sessiemuzikanten. Later werden drummer Zev Rose en basgitarist Josh Gilbert aan de band toegevoegd. Spiritbox gebruikt in hun muziek elektronische elementen en hun muziekstijl kan tot meerdere subgenres van metalmuziek gerekend worden. Hun naam is afgeleid van een apparaat waar mee wordt getracht met de doden te spreken. 

## Discografie
Studio-albums
- 2021 - Eternal Blue
- 2025 - Tsunami Sea

EP's
- 2017 - Spiritbox
- 2019 - The Singles Collection
- 2022 - Rotoscope
- 2023 - The Fear of Fear